# 丸付きマイナス
丸付きマイナス（まるつきマイナス）は、「○」の中に「−」を記した囲み文字である。主に自然科学の分野で用いられる。

## 物理および化学における用途
物理学および化学においては、電子を表す目的で使用や、陰イオンを表す目的で使用される。
- 電気回路において、電子を「⊖」で表記し矢印を用いて回路上の電子の流れに用いたり、コンデンサなどにおける電荷の状態を表したりする目的で使用される。また、式においてE⊖にして電子のエネルギーの表現とするなどの用い方もされる。
- 電気分解などの用途で、陰イオンを表す記号として用いられる。
- 熱力学の標準状態記号に代用されることがあるが、正しくは ⦵ (U+29B5, CIRCLE WITH HORIZONTAL BAR) を使うべきである。

## 数学における用途
- 集合の対称差を表す。

## コンピュータにおける用途
- ISO 2047 「Information processing -- Graphical representations for the control characters of the 7- bit coded character set」では、1区11点の「ESC」（拡張）をあらわす記号として使用される。

## その他の用途
- 記号として、○や◎などの記号との区別として用いられることがある。

## 形状の類似した文字
- 「Θ」（ギリシャ語シータ）
- 「ɵ」（発音記号の円唇中舌半狭母音）

## 符号位置
| 記号 | Unicode | JIS X 0213 | 文字参照         | 名称           |
| ---- | ------- | ---------- | ---------------- | -------------- |
| ⊖    | U+2296  | 1-2-50     | &#x2296; &#8854; | 丸付きマイナス |